# Edeltraud Abel
Edeltraud Abel (* 28. April 1924 in Königsberg als Edeltraud Waldheuer; † 4. Januar 1994 in Zürich) war eine deutsch-schweizerische Malerin und Grafikerin.

## Biografie
Edeltraud Waldheuer studierte von 1941 bis 1942 an der Kunst- und Gewerkschule Königsberg (bei Ernst Grün) und 1942–1944 an der ehemaligen Kunstakademie Staatliches Meisteratelier für bildende Künste Königsberg (bei Eduard Bischoff und Norbert Dolezich). 1944 wurde sie zur Flak eingezogen. 1945 flüchtete sie vor den russischen Truppen über Swinemünde und Berlin nach Dresden und schließlich nach Württemberg. 1953 war sie Zeichenlehrerin im Landerziehungsheim Marienau. 1957 Zeichenlehrerin am Mädchengymnasium in Hildesheim. 1959 heiratete sie Dr. Josef Abel aus Augsburg, der Schulzahnarzt in Zürich war. 1966 erhielt sie den Kunstpreis Bezirk Schwaben. Sie war Mitglied in der Künstlervereinigung Zürich sowie in der Gruppe Zinnober.

## Künstlerische Arbeit
Ihr Werk umfasst Radierungen, Monotypien, Lithografien, Holzschnitte, Zeichnungen und Ölbilder.

### Die Porträtistin – das Gespräch mit dem Menschen
Edeltraud Abels Werk ist ein kontinuierliches Gespräch mit dem Menschen in unmittelbarer Nähe. Jede Persönlichkeit, die Edeltraud Abel-Waldheuer darstellte, steht in ihrer Einmaligkeit und Einzigartigkeit vor uns: der jüdische Religionsphilosoph Martin Buber, Katia Mann, die Witwe des Dichters Thomas Mann, der Pianist Adrian Aeschbacher, der Augsburger Arzt Dr. Josef Abel, der Ehegatte der Künstlerin. Edeltraud Abel gehört zu den guten Porträtistinnen unserer Zeit. Sie versuchte in jedem Bildnis das Wesen des Modells zu erfassen; die Porträt-Ähnlichkeit entsteht dabei aus der Verbindung zwischen innerem Bild und äußerer Erscheinung der Person. Oft gingen Skizzen, stenogrammähnliche Zeichnungen dem gültigen Porträt voraus; Edeltraud Abel übte dieses schnelle Erfassen auch vor dem Fernsehschirm, wo sie oft Gesehenes blitzschnell aufs Papier brachte. Die eindrückliche Reihe von Menschendarstellungen ist eine Art persönlicher Wesensschau, indem die dargestellten Modelle von zufälligen, überflüssigen und nebensächlichen Einzelheiten befreit und auf die innere Gesetzlichkeit reduziert werden.

### Monotypien zu den chassidischen Legenden
In ihren jungen Jahren erlebte Edeltraud Abel in der damaligen ostpreußischen Metropole Königsberg (heute Kaliningrad) das Neben- und Miteinander christlicher und jüdischer Menschen. In dieser Zeit muss Abels Interesse für jüdische Kultur und das Denken von Martin Buber entstanden sein. Martin Buber erhielt 1953 den „Friedenspreis des Deutschen Buchhandels“. Edeltraud Abel hörte über Rundfunk Bubers Ansprache. Bubers Überlegungen zum Thema „Ich und Du“. Sie begann, Bubers Werke zu lesen und begeisterte sich für die Chassidischen Legenden. Es entstand ein ganzer Zyklus von eindrücklichen Monotypien. Edeltraud Abel war eine Meisterin in der Technik der Monotypie und erreichte eine hohe Meisterschaft in der Beherrschung der künstlerischen Gestaltungsmittel. Eine Monotypie entsteht dadurch, dass eine Druckplatte mit einem druckfähigen Material (Druckfarbe, Druckerschwärze) direkt bezeichnet und sodann auch ein Abdruck auf Papier genommen wird. Ein solcher Abdruck ist allerdings unwiederholbar und jeder Abzug ist ein Unikat. Somit steht die Monotypie zwischen Zeichnung und Grafik. Die dramaturgische Gestaltung mittels subtilen Grauabstufungen bis hin zum Nachtschwarz und die Rhythmisierung der Blätter durch den gezielten, aufs Nötigste reduzierten Einsatz von Strichzeichnung und pastös gehaltenen Strukturen verleiht den Blättern Lebendigkeit und Tiefe. Was Abel, die gläubige Christin, an den chassidischen Legender faszinierte, ist der Versuch, Gott in die Welt hereinzuholen; Gott nicht als ferne, unerreichbare Größe, sondern das Leben so zu gestalten, dass es zu einem permanenten, lebensnahen Dialog zwischen Mensch und Gott wird.

### Kunst als Bewältigung
Viele Werke sind eine persönliche Art der Bewältigung. Dazu gehört auch das Unfassbare, die hinter der sichtbaren Realität schlummernde Wirklichkeit. Dies lässt sich auch bei den Landschaftsmotiven aufzeigen. Dort ging es der Malerin nie um naturalistische Wiedergabe des Gesehenen allein. Das bildliche Einfangen und Domestizieren der Wirklichkeit, die hohe Sensibilität ihres Wesens, ihre eigene Menschlichkeit, ihr Mit-Gefühl mit allem Seienden – mit Mensch, Tier, Pflanzenwelt, Landschaft – hat Edeltraud Abel für das große Dasein der Natur und die darin wirkenden transzendentalen Kräfte geöffnet. Der Künstlerin gelang es, mit einigen Strichen mehr zu sagen als viele Worte es vermögen. In den besten Blättern schaffte sie es, uns daran zu erinnern, was das Leben stets lebenswert macht: Heiterkeit der Seele, Bejahung des Absurden, Menschenliebe, Streben nach Vollkommenheit. Edeltraud Abel bestätigte mit ihren Bildern immer wieder ihre Lust an der Thematisierung des „Kletterspiels des Lebens“, wie sie es nannte. Edeltraud Abel glaubte an die Aufgabe der Kunst, die humane Substanz in der Welt zu mehren. Eine Aufgabe, die Edeltraud Abel nach den abstrusen Verirrungen des Zweiten Weltkriegs auf ihre Weise weiter entwickelte.

## Ausstellungen (Auswahl)
Nachfolgend sind einige Ausstellungen in der Zürcher Rotapfel Galerie, dem Goethe-Institut in Dublin, München, Kempten und Istanbul aufgelistet.
- 1969: Monotypie Der Brudermord, Große Kunstausstellung München
- 1972: Rotapfel-Galerie Zürich (zusammen mit Rosemarie Winteler und Anna-Marie Bodmer)[1]
- 1973: Galerie beim Kornhaus Bremgarten[2]
- 1976: Rotapfel-Galerie Zürich (zusammen mit Paul Franken)
- 1979: Rotapfel-Galerie Zürich
- 2010: Gedächtnisausstellung (zusammen mit Werken von Engelbert Helmut Stephani) im Hause Stephani in Pommertsweiler[3]
- 2015/2016: Aus der Ferne. Edeltraud Abels Illustrationen zu Martin Bubers Erzählungen der Chassidim. Ausstellung im Jüdischen Kulturmuseum Augsburg-Schwaben[4]